# Osterhof
Osterhof ist ein Gemeindeteil der Gemeinde Burgthann im Landkreis Nürnberger Land (Mittelfranken, Bayern). Osterhof liegt in der Gemarkung Schwarzenbach.

## Geografische Lage
Der Weiler Osterhof liegt am Fuße des Brentenbergs (576 m ü. NHN) und am Schwarzenbach, einem linken Zufluss der Schwarzach. Eine Gemeindeverbindungsstraße führt nach Ezelsdorf (1,4 km südlich) bzw. nach Schwarzenbach zur Staatsstraße 2401 (1,4 km nördlich).

## Geschichte
Osterhof wurde im 19. Jahrhundert auf dem Gemeindegebiet von Schwarzenbach gegründet. Der Ort hieß ursprünglich „Hauptmannshof“. Am 1. Januar 1972 wurde diese im Rahmen der bayerischen Gebietsreform nach Burgthann eingemeindet.

## Wirtschaft
In Osterhof befindet sich ein Sägewerk.